# Lepidoperca
Lepidoperca ist eine Fischgattung aus der Gruppe der Fahnenbarsche (Anthiadidae), die an den gemäßigt temperierten südlichen Küsten Australiens und bei Neuseeland vorkommt. Eine Art (Lepidoperca coatsii) lebt im südlichen Atlantik bei Gough Island. Im Unterschied zu den meisten anderen Fahnenbarschgattungen kommen Lepidoperca-Arten in größeren Tiefen vor (40 bis 600 Meter).

## Merkmale
Die Fische erreichen Körperlängen von 15 bis 28 cm. Sie haben einen relativ hochrückigen, in der Regel orange gefärbten Körper. Kopf und die Flossenbasen sind zum größten Teil beschuppt, aber nur ein Drittel bis die Hälfte der Rückenflossenbasis. Das Maul ist mehr oder weniger endständig und der Unterkiefer überragt bei geschlossenem Maul leicht den Oberkiefer. Das Präoperculum ist am hinteren Rand leicht gesägt. Die Maxillare ist beschuppt. Sie reicht nach hinten bis zu einer gedachten senkrechten Linie, die durch den vorderen Rand der Pupillen verläuft oder etwas darüber hinaus. Die Prämaxillare ist vorstülpbar (protaktil). Supramaxillaria (Kieferknochen) fehlen oder sind reduziert. Die jeweils zwei Nasenöffnungen pro Kopfseite sitzen nah beieinander und nah bei den Augen. Zwischen hart- und weichstrahligem Abschnitt ist die Rückenflosse nicht tief eingebuchtet. Ihre Flossenstrahlen im weichstrahligen Abschnitt sind nicht verlängert. Die Brustflossen sind abgerundet oder eckig. Die Schwanzflosse ist am Ende mehr oder weniger gerade oder abgerundet. Die Seitenlinie ist vollständig und verläuft auf dem Rumpf unterhalb des Rückenprofils und auf dem Schwanzstiel mittig.
- Flossenformel: Dorsale X/15—21; Anale III/7—9, Pectorale 14—17, Caudale 17(9+8)
- Schuppenformel: SL 38—51.
- Wirbel: 26(10+16).
- Kiemenreusendornen: 29—41.

## Arten
Zur Gattung Lepidoperca gehören zehn Arten:

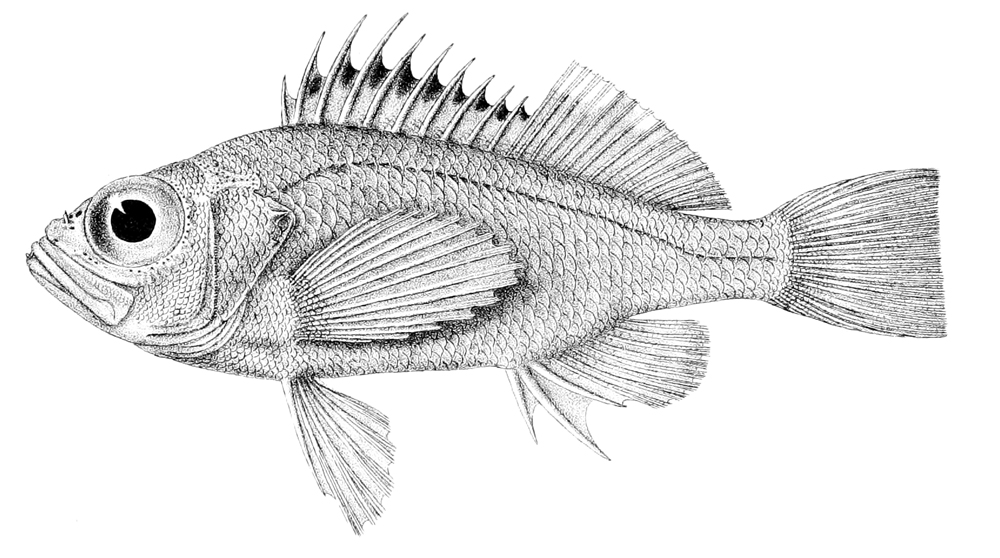
Lepidoperca coatsii

- Lepidoperca aurantia Roberts, 1989
- Lepidoperca brochata Katayama & Fujii, 1982
- Lepidoperca caesiopercula (Whitley, 1951)
- Lepidoperca coatsii (Regan, 1913)
- Lepidoperca filamenta Roberts, 1987
- Lepidoperca inornata Regan, 1914
- Lepidoperca magna Katayama & Fujii, 1982
- Lepidoperca occidentalis Whitley, 1951
- Lepidoperca pulchella (Waite, 1899)
- Lepidoperca tasmanica Norman, 1937

## Belege
1. ↑  
Paolo Parenti, John E. Randall: An annotated checklist of the fishes of the family Serranidae of the world with description of two new related families of fishes. In: FishTaxa. Band 15, 2020, S. 1–170, S. 16.
2. ↑  Lepidoperca coatsii auf Fishbase.org (englisch)
3. ↑  Lepidoperca occidentalis auf Fishbase.org (englisch)
4. ↑  Lepidoperca pulchella auf Fishbase.org (englisch)
5. ↑  
William D. Anderson, Phillip C. Heemstra: Review of Atlantic and eastern Pacific Anthiine fishes (Teleostei: Perciformes: Serranidae), with descriptions of two new genera. In: Transactions of the American Philosophical Society, New Series. Band 102, Nr. 2, 2012, S. 1–173, S. 19.
6. ↑  Lepidoperca auf Fishbase.org (englisch)